# Aspidimerus decemmaculatus

Aspidimerus decemmaculatus (лат.) — вид жуков рода Aspidimerus из семейства божьих коровок (Coccinellidae, триба Aspidimerini, Scymninae). Китай.

## Распространение
Юго-Восточная Азия: Китай (Yunnan: Mengzhe, Xishuangbanna).

## Описание
Мелкие жесткокрылые насекомые с овальной выпуклой сверху формой тела, длина тела 4,10 мм; ширина 3,3 мм. Голова мелкая, более чем в 2 раза (0,38) меньше ширины надкрылий. Скутеллюм и пронотум чёрные. Надкрылья желтовато-коричневые с 8 чёрными пятнами. Голова желтовато-коричневая с чёрными глазами. Нижняя часть тела чёрная, кроме красновато-коричневых ног и брюшка. Жгутик усика состоит из 8 или 9 члеников. Скутеллюм субтреугольный. Общая высота от высшей точки надкрылий до метавентрита (TH): 1,46 мм, соотношение общей длины тела к наибольшей ширине (TL/TW): 1,24; соотношение длины пронотума от среднего переднего края до основания пронотума к ширине пронотума в наиболее его широкой части (PL/PW): 0,39; соотношение длины надкрылий (от вершины до основания включая скутеллюм) к их ширине (EL/EW): 1,09. От других видов рода легко отличается восемью чёрными пятнами на надкрыльях и чёрной полоской, которая расширяется в базальной и апикальной частях. У близких видов Aspidimerus spencii и Aspidimerus mouhoti на надкрыльях шесть коричневых или черных пятен, соответственно. Вид был впервые описан в 1979 году.